# فرانك براون (لاعب سيرك)
فرانك براون (بالإسبانية: Frank Brown) هو لاعب سيرك ‏ أرجنتيني، ولد في 6 سبتمبر 1858، وتوفي في 9 أبريل 1943.